# Moeda
Moeda é um meio de troca pelo qual são efetuadas transações monetárias, um ativo financeiro (com valor confiável) que serve como forma imediata de solver débitos ou adquirir produtos/serviços, com aceitabilidade geral e disponibilidade imediata, e confere ao seu titular direito de saque sobre o produto social.
É importante perceber que existem diferentes definições de “moeda”:
1. dinheiro que constitui as notas (geralmente em papel);
2. moeda (peça metálica);
3. moeda bancária ou escritural, admitidas em circulação;
4. moeda no sentido amplo, o dinheiro em circulação à nível nacional.
5. moeda como tudo aquilo que é geralmente aceito em troca por bens e serviços.[2]

Geralmente, a moeda é emitida e controlada por um órgão centralizado, como o governo de um país, que é o único que pode fixar e controlar seu valor. O dinheiro está associado a transações de baixo valor; a moeda aqui tratada, tem definição mais abrangente, já que engloba o dinheiro e o valor depositado em contas correntes (no seu agregado mais líquido - M1).

## Etimologia
Juno Moneta, um epíteto da deusa romana Juno, a protetora dos recursos financeiros. Por conta disto, todas as moedas da Roma Antiga foram cunhadas em seu templo, o Templo de Juno Moneta, que ficava no cume do Monte Capitolino, em Roma, por quatro séculos, até finalmente o local ser alterado para um outro, próximo do Coliseu, durante o reinado de Domiciano.
Assim, o templo de moneta passou a significar "casa da moeda" em latim, um termo utilizado em obras de escritores antigos como Ovídio, Marcial, Juvenal e Cícero. O termo também está na raiz de vários termos financeiros em língua portuguesa, como "monetário" e "moeda".
Cícero sugere que o nome deriva do verbo "monere" ("avisar", "alertar"), pois, durante um terremoto, uma voz vinda deste templo teria exigido o sacrifício expiatório de uma porca grávida, uma referência à antiga lenda romana de que os gansos sagrados de Juno teriam alertado o comandante Marco Mânlio Capitolino sobre o avanço dos gauleses em 390 a.C. Moneta é também o nome utilizado para Mnemósine, mãe das musas, por Lívio Andrônico em sua tradução da Odisseia, e também por Higino, que cita Júpiter e Moneta como pais das musas. O nome "Mnemósine" ("memória") estava ligado a Juno Moneta, que mantinha em seu templo um minucioso registro dos eventos históricos. Devido à vizinhança do templo com a casa onde se cunhavam os denários, as moedas tomaram esse nome ("dinheiro").

## História

### Moeda antiga
A moeda evoluiu a partir de duas inovações básicas, que ocorreram por volta de 2 000 a.C. Originalmente, o dinheiro era uma forma de recebimento, representando grãos estocados em celeiros de templos na Suméria, na Mesopotâmia, então Antigo Egito.

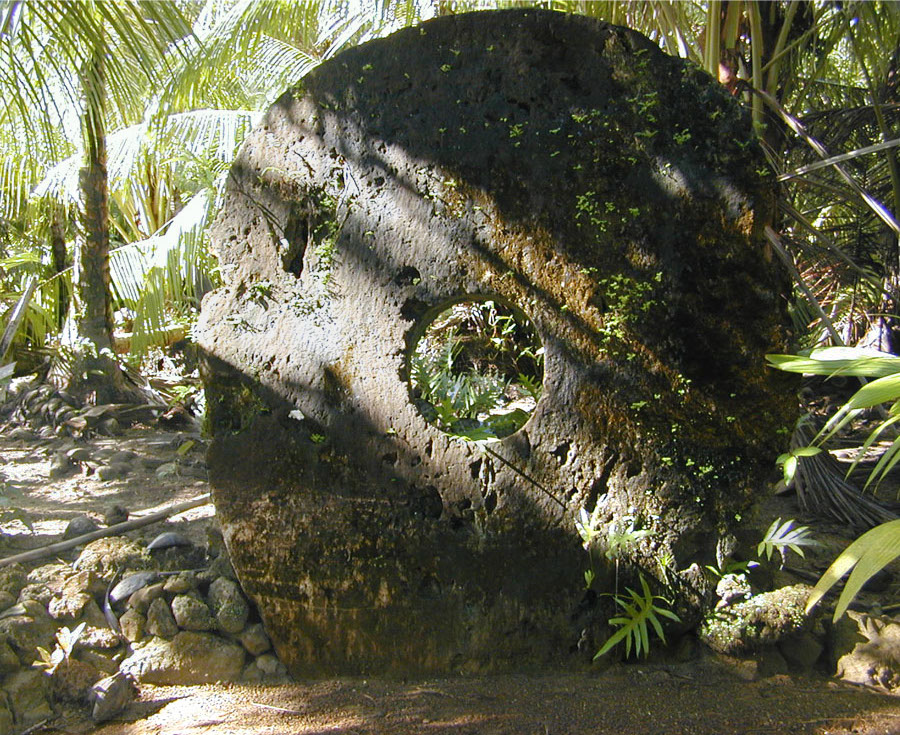
A antiga moeda de Yap era composta por pedras gigantes, denominadas rai.

Esse primeiro estágio da moeda, no qual os metais eram usados para representar reserva de valor e símbolos para representar mercadorias, formou a base do comércio no Crescente Fértil por mais de 1500 anos. No entanto, o colapso do sistema comercial do Oriente Próximo apontou uma falha: em uma era na qual não havia nenhum lugar que era seguro para estocar valor, o valor de um meio circulante poderia ser apenas tão bom quanto as forças que defendiam aquela reserva. O comércio poderia alcançar no máximo a credibilidade do uso da força militar. No final da Idade do Bronze, no entanto, uma série de tratados internacionais estabeleceram uma passagem segura para os mercantes ao redor do Mediterrâneo oriental, se espalhando a partir da Creta minoica e Micenas no noroeste de Elam e sudeste de Bahrein. Apesar de não se saber o que funcionava como uma moeda para facilitar essas trocas, sabe-se que lingotes de cobre em forma de couro de boi, produzidos no Chipre, podem ter funcionado como uma moeda. É sabido que o aumento da pirataria e invasões associadas ao colapso da Idade do Bronze, possivelmente produzidas pelos Povos do Mar, trouxeram esse sistema comercial ao fim. Foi apenas com a recuperação do comércio fenício nos séculos IX e X a.C. que houve um retorno à prosperidade, e o surgimento da cunhagem real, possivelmente primeiro na Anatólia, por Creso, rei da Lídia, e subsequentemente pelos gregos e persas. Na África, muitas formas de reserva de valor foram usadas, incluindo grânulos, lingotes, marfim, várias formas de armas, gado, a moeda manilla, ocre e outros óxidos da terra, entre outras. Os anéis de manilla da África Ocidental foram uma das moedas usadas a partir do século XI em diante para comprar e vender escravos. A moeda africana ainda é notável por sua variedade, sendo que em muitos lugares diferentes formas de escambo ainda existem.

### Cunhagem

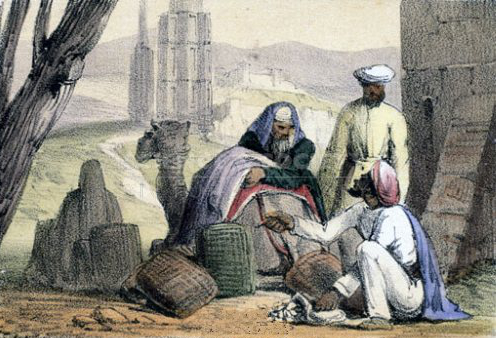
Conchas sendo usadas como dinheiro por um comerciante árabe

Esses fatores levaram à mudança da reserva do valor para o próprio metal: primeiro a prata, depois tanto a prata quanto o ouro. Os metais eram extraídos, pesados e estampados em moedas. Isto era para assegurar que o indivíduo que recebesse a moeda estava obtendo um peso conhecido do metal precioso. As moedas podiam ser falsificadas, mas elas também criaram uma nova unidade de conta, que ajudava a lidar com os bancos. O princípio de Arquimedes forneceu a ligação seguinte: as moedas agora poderiam ser facilmente testadas pela sua finura e peso do metal, e assim o valor de uma moeda poderia ser determinado, mesmo se ela tivesse sido raspada, degradada ou adulterada (ver Numismática).
Na maior parte das grandes economias que usavam moedas, o cobre, a prata e o ouro formavam três níveis de moedas. As moedas de ouro eram usadas para grandes transações, pagamento aos militares e apoio às atividades do estado. As moedas de prata eram usadas para transações de médio porte e como uma unidade conta para impostos, direitos e contratos, enquanto as moedas de cobre representavam a cunhagem para transações comuns. Este sistema foi utilizado na Índia antiga desde a época de Mahajanapadas. Na Europa, este sistema funcionou no período medieval pois não existia quase nenhum ouro, prata e cobre novos introduzidos pela mineração ou conquista. Assim, as razões gerais das três moedas permaneciam aproximadamente equivalentes.

### Papel-moeda
Na China pré-moderna, a necessidade de crédito e de um meio circulante que fosse um fardo menos pesado que a troca de milhares de moedas de cobre levou à introdução do papel-moeda. Este fenômeno econômico foi um processo lento e gradual que ocorreu a partir do final da Dinastia Tang (618-907) até a Dinastia Song (960-1279). Ele começou como um meio de os mercadores trocarem moedas pesadas por notas fiscais de depósitos emitidos como notas promissórias de lojas de atacados, notas que eram válidas para uso temporário em um pequeno território regional. No século X, o governo da Dinastia Song começou a circular essas notas entre os comerciantes em sua indústria monopolizada do sal. O governo Song garantia a algumas lojas o direito único de emitir papel-moeda, e no começo do século XII o governo finalmente assumiu essas lojas para produzir moeda do Estado. No entanto, as notas emitidas eram ainda somente válidas regional e temporariamente. Somente a partir de meados do século XIII que uma emissão de papel-moeda padronizada e uniforme do governo foi considerada uma moeda aceitável nacionalmente. Os métodos já popularizados de impressão xilográfica e a impressão com prensa móvel de Bi Sheng no século XI foram o ímpeto para a produção em massa do papel-moeda na China pré-moderna.
Por volta da mesma época no mundo islâmico medieval, uma vigorosa economia de mercado foi criada durante os séculos VII a XII à base de maiores níveis de circulação de uma moeda estável de alto valor (o dinar). Inovações introduzidas por economistas, comerciantes e mercadores muçulmanos incluem os primeiros usos do crédito, cheques, notas promissórias, contas poupança, contas correntes, empréstimos, taxas de câmbio, a transferência de crédito e débito, e instituições bancárias para empréstimos e depósitos.
Na Europa, o papel-moeda foi introduzido pela primeira vez na Suécia em 1661. A Suécia era rica em cobre, assim, devido ao valor baixo do cobre, moedas extraordinariamente grandes (muitas vezes pesando alguns quilogramas) tiveram de ser feitas.
As vantagens do papel-moeda eram inúmeras: ele reduzia o transporte de ouro e prata, e assim diminuía os riscos; tornava o empréstimo de ouro e prata mais fácil, visto que a espécie (ouro ou prata) nunca deixava as mãos do tomador até que alguém resgatasse a nota; e permitia uma divisão da moeda em crédito e formas de apoio. Ele também possibilitava a venda de ações de empresas de capital aberto e o resgate dessas ações em papel.
No entanto, essas vantagens trouxeram também desvantagens. Em primeiro lugar, visto que uma nota não possui um valor intrínseco, não havia nada que impedisse as autoridades imprimissem mais notas do que eles tinham em espécie. Em segundo lugar, como ele aumentava a oferta monetária, ele também aumentava as pressões inflacionárias, um fato observado por David Hume no século XVIII. O resultado é que o papel-moeda muitas vezes levava a uma bolha inflacionária, que poderia colapsar se as pessoas começassem a demandar mais dinheiro, fazendo a demanda por notas de papel cair a zero. A impressão de papel-moeda também foi associada com as guerras e seu financiamento, e portanto considerada como uma parte da manutenção de um exército. Por essas razões, o papel-moeda foi encarado com suspeita e hostilidade na Europa e América. Ele também era viciante, visto que os lucros especulativos do comércio e a criação de capital eram muito grandes. Os grandes países criaram Casas da Moeda para imprimir dinheiro e cunhar moedas, além de sucursais de seu Tesouro para coletar impostos e manter estoques de ouro e prata.
Nessa época, tanto a prata quanto o ouro eram considerados curso legal e aceitos por governos para pagamento de impostos. No entanto, a instabilidade na razão entre os dois cresceu ao longo do século XIX, com o aumento do comércio e da oferta de ambos os metais, particularmente a prata. Esse sistema foi chamado de bimetalismo e a tentativa de criar um padrão bimetálico no qual tanto o ouro quanto a prata permanecessem em circulação ocupou os esforços dos inflacionistas. Os governos, nesse momento, poderiam usar a moeda como um instrumento de política, imprimindo papel-moeda tal como o Greenback dos Estados Unidos, para pagar por gastos militares. Eles também poderiam definir os termos pelos quais eles resgatariam notas por dinheiro em espécie, limitando o valor da compra, ou da quantidade mínima que poderia ser resgatada.
Em 1990, a maior parte dos países industrializados usavam alguma forma do padrão-ouro, com notas de papel e moedas de prata constituindo o meio circulante. Os bancos privados e governos ao redor do mundo seguiam a Lei de Gresham. Isso não aconteceu em todo o mundo, ao mesmo tempo, mas ocorreu esporadicamente, geralmente em tempos de guerra ou crise financeira, começando no início do século XX e continuando em vários países até o final do século XX, quando o regime de moedas flutuantes entrou em vigor. Um dos últimos países a deixar o padrão-ouro foi os Estados Unidos em 1971.
Atualmente, nenhum país no mundo possui um sistema monetário baseado no padrão-ouro ou padrão-prata.

### Cédulas

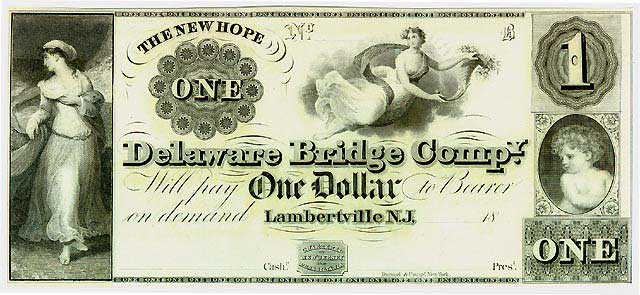
Cédula de emissão privada, no valor de 1 dólar, emitida nos EUA durante a Free Banking Era (1837-1864).

Uma cédula é um tipo de moeda, e normalmente usada como dinheiro de uso legal em muitas jurisdições. Juntamente com as moedas, as cédulas formavam a forma de caixa de todo o dinheiro. A Commonwealth Scientific and Industrial Research Organisation, da Austrália, desenvolveu a primeira moeda de polímero na década de 1980 que entrou em circulação no bicentenário do país em 1988. Atualmente usada em cerca de 22 países (mais de 40 se contar as versões comemorativas), as cédulas de polímero aumentam dramaticamente o tempo de vida útil delas e dificulta a falsificação.

## Moedas modernas

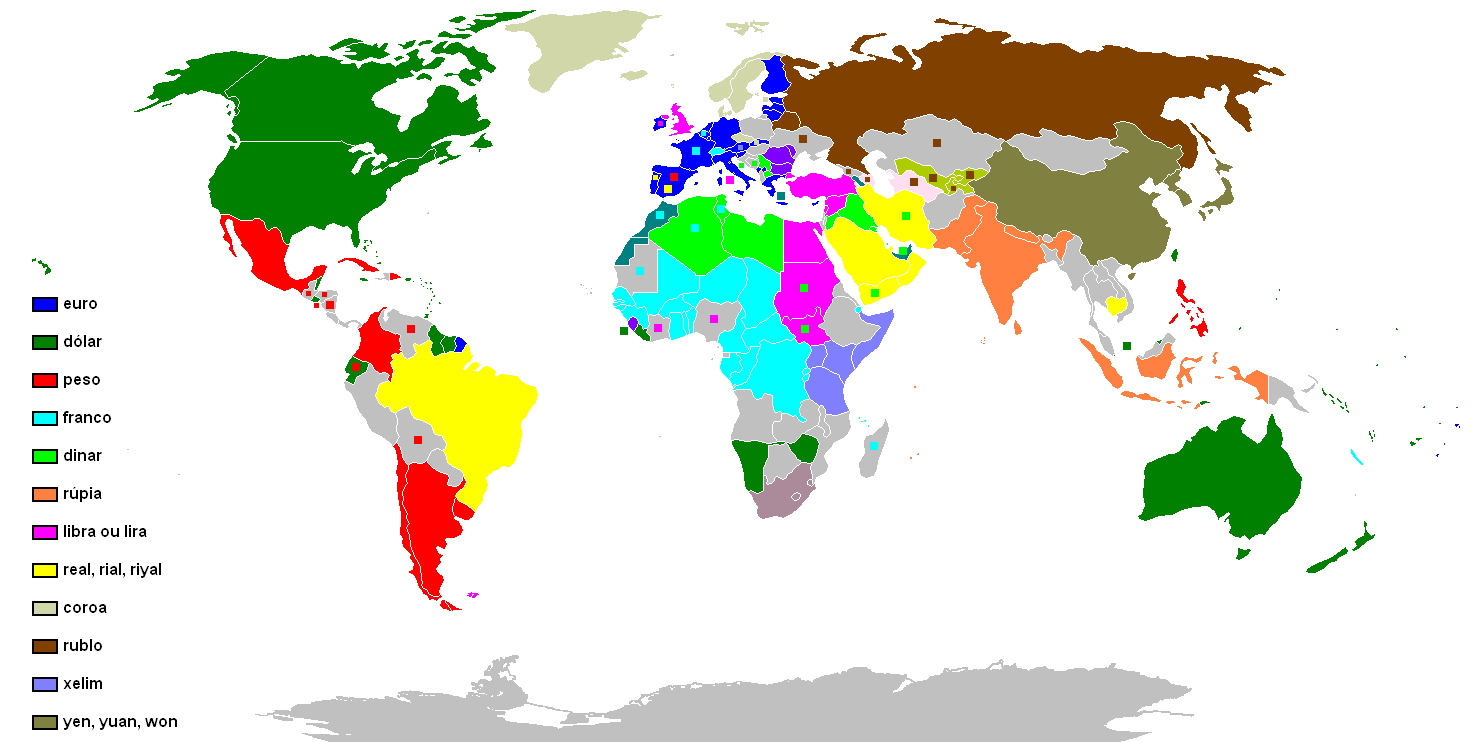
Nomes cognatos das moedas do mundo

Atualmente, a Organização Internacional para Padronização introduziu um sistema de códigos de três letras (ISO 4217) para definir a moeda (em oposição a nomes simples ou símbolos monetários) a fim de remover a confusão que existe entre dezenas de moedas chamadas de dólar e muitas chamadas de franco. Até a libra é usada em quase uma dezena de diferentes países, todos, obviamente, com valores completamente diferentes. Em geral, o código de três letras usa o código de país ISO 3166-1 para as primeiras duas letras e a primeira letra do nome da moeda (D para dólar, por exemplo) como a terceira letra. A moeda dos Estados Unidos, por exemplo, é mundialmente conhecida como USD. Já o real brasileiro é designado como BRL.
O Fundo Monetário Internacional usa um sistema variante quando se refere a moedas nacionais.

## Controle e produção
Na maioria dos casos, cada banco central possui o monopólio sobre a oferta e produção de sua própria moeda. Para facilitar o comércio entre essas zonas monetárias, há diferentes taxas de câmbio, que são os preços aos quais as moedas (e os bens e serviços das zonas monetárias individuais) podem ser trocadas em relação a outras. O câmbio geralmente é classificado entre câmbio flutuante ou câmbio fixo dependendo de seu regime cambial enquanto as moedas são classificadas como moeda-mercadoria ou moeda fiduciária.
Em casos nos quais um país tem controle de sua própria moeda, esse controle é exercido por um banco central ou por um Ministério das Finanças. Em ambos os casos, a instituição que tem o controle da política monetária é chamada de autoridade monetária. As autoridades monetárias possuem graus variáveis de autonomia em relação dos governos que as criaram. Nos Estados Unidos, o Sistema de Reserva Federal dos Estados Unidos opera sem a supervisão direta dos poderes legislativo ou executivo. Uma autoridade monetária é criada e apoiada por seu governo patrocinador, portanto a independência pode ser reduzida pela autoridade legislativa ou executiva que a criou.

## Agregados monetários
É difícil definir moeda. Por razões práticas, os economistas chegaram a uma classificação dos diversos tipos de moeda e “quase moeda”, de acordo com a satisfação dos requisitos de suas principais funções (meio de troca, unidade de conta e reserva de valor) e com sua liquidez. Alguns agregados mais comuns são:
- M1 (“narrow definition of money”): moedas em circulação + cheques de viagem + depósitos à vista + outros depósitos. É o agregado mais líquido.[16]
- M2 (“broader definition of money”): M1 + aplicações de overnight + fundos mútuos do mercado monetário (exceto pessoas jurídicas) + contas de depósito no mercado monetário + depósitos de poupança + depósitos a prazo de menor valor.
- M3: M2 + fundos mútuos do mercado monetário (pessoas jurídicas) + depósitos a prazo de grande valor + acordos de recompra + eurodólares.
- M4: Abrange o M1, o M2 e o M3, mais os títulos públicos para captação de recursos emitidos pelo Tesouro Nacional e Banco Central.[17] O montante relacionado aos títulos públicos compõem a chamada DPMF - Dívida Pública Mobiliária Federal.

## Funções da moeda
A moeda tem diversas funções reconhecidas, que justificam o desejo de as pessoas a reterem (demanda):
- Meio de troca: A moeda é o instrumento intermediário de aceitação geral, para ser recebido em contrapartida da cessão de um bem e entregue na aquisição de outro bem (troca indireta em vez de troca direta). Isto significa que a moeda serve para solver débitos e é um meio de pagamento geral.
- Unidade de conta: Permite contabilizar ou exprimir numericamente os ativos e os passivos, os haveres e as dívidas.

Esta função da moeda suscita a distinção entre preço absoluto e preço relativo. O preço absoluto é a quantidade de moeda necessária para se obter uma unidade de um bem, ou seja, é o valor expresso em moeda. O preço relativo exige que se considere dois preços absolutos, uma vez que é definido como um quociente. Assim, P1 e P2 designam os preços absolutos dos bens 1 e 2, respectivamente. P1/P2 é o preço relativo do bem 1 expresso em unidades do bem 2. Ou seja, é a quantidade de unidades do bem 2 a pagar por cada unidade do bem 1.
- Reserva de valor: A moeda pode ser utilizada para acumulação de poder aquisitivo, a usar no futuro. Assim, tem subjacente o pressuposto de que um encaixe monetário pode ser utilizado no futuro. Isto porque pode não haver sincronia entre os fluxos da despesa e das receitas, por motivos de precaução ou de natureza psicológica. A moeda não é o único ativo a desempenhar esta função; o ouro, as ações, as obras de arte e mesmo os imóveis também são reservas de valor. A grande diferença entre a moeda e as outras reservas de valor está na possibilidade de mobilização imediata do poder de compra (maior liquidez), enquanto os outros ativos têm de ser transformados em moeda antes de serem trocados por outro bem.[18]

Sachs e Larrain (2000) observam ainda que, em períodos de alta inflação, a moeda deixa de ser utilizada como reserva de valor, mas, em outros casos (embora haja ativos tão seguros quanto a moeda mas que rendem juros), ela é preferida como reserva de valor por alguns grupos (especialmente aqueles que realizam atividades ilegais), pois mantém o anonimato de seu dono - ao contrário, por exemplo, dos depósitos a prazo, que podem ser facilmente rastreados.

## A moeda como um bem
O mercado de moeda funciona de maneira muito similar aos demais mercados: um aumento na quantidade de moeda no mercado diminui seu preço, ou seja, faz que com ela diminua seu poder de compra.

## Oferta de moeda
A oferta de moeda (em inglês, “money supply”) pode ser definida como o estoque total de moeda na economia, geralmente o estoque de M1. Se a relação (M1)/(PIB) for muito grande, os juros tendem a cair e os preços a subir, e se for muito pequena a tendência é oposta. Os bancos centrais controlam a oferta de moeda principalmente através da alteração da taxa de reservas bancárias (uma taxa maior de reservas bancárias reduz a oferta de moeda) e da compra e venda de títulos, mas também através do controle da quantidade de papel moeda emitido.

## Demanda por moeda

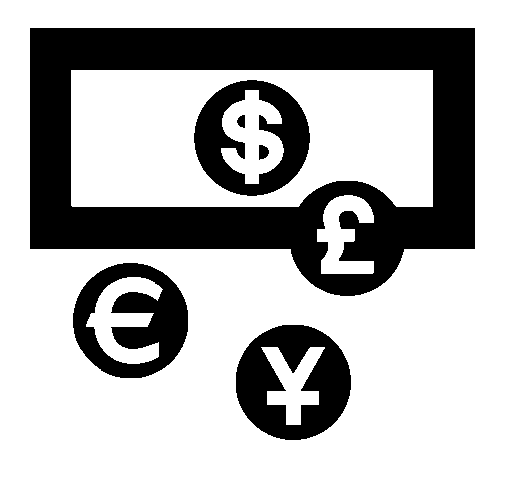
Logotipo do câmbio de moedas

A definição de demanda por moeda é similar à definição de demanda por qualquer outro bem. Ela pode ser definida como a quantidade de riqueza que os agentes decidem manter na forma de moeda. A maioria dos livros-texto refere-se à demanda por moeda como uma demanda por encaixes reais. Isso quer dizer que os indivíduos retêm moeda por aquilo que irão comprar em bens e serviços, isto é, os agentes econômicos estão interessados no poder aquisitivo dos encaixes monetários que possuem.
Também é praticamente consenso entre os economistas que a demanda por moeda é determinada basicamente pela taxa de juros (quanto maior a taxa, menor o incentivo para reter moeda), pelo nível de preços (que afetaria somente a demanda nominal por moeda), pelo custo real das transações (se fosse possível transformar, imediatamente e sem custos, os fundos em dinheiro, não seria preciso manter dinheiro, já que seria possível realizar transações com a transformação do ativo rentável em moeda ocorrendo somente no exato momento em que ela se mostrasse necessária, o que permitiria que o ativo ficasse mais tempo rendendo), e pela renda. É importante observar que demanda por moeda não é igual à demanda por dinheiro. A demanda por moeda M1 pode aumentar e a demanda por dinheiro diminuir, se as transações forem efetuadas diretamente entre contas bancárias, sem necessidade de o usuário sacar papel moeda.

## Teoria quantitativa da moeda
A moeda é a unidade representativa de valor, aceita como instrumento de troca. É hoje parte integrante da sociedade, controla, interage e participa dela, independentemente da cultura. O desenvolvimento e a ampliação das bases comerciais fizeram do dinheiro uma necessidade. Sejam quais forem os meios de troca, sempre se tenta basear em um valor qualquer para avaliar outro. Em épocas de escassez de meio circulante, a sociedade procura formas de contornar o problema (dinheiro de emergência), o importante é não perder o poder de troca e compra. Podem substituir o dinheiro governamental: cupons, passes, recibos, cheques, vales, notas comerciais entre outros.

## Divisão da moeda
Muitas moedas do mundo se utilizam do sistema decimal para se dividirem. Os Estados Unidos foram um dos primeiros a adotar essa divisão, aprovando a proposta de Alexander Hamilton em 1792, que dividiu o dólar de ouro em cem partes, chamadas cents. Dentre os inúmeros países que fizeram o mesmo destacam-se a Espanha (1860), Alemanha (1873, que dividiu o marco em cem pfennigs), a Rússia (quando estabeleceu o rublo como unidade monetária em 1887) e o Brasil que, com o Decreto-lei nº 4791 de 5 de outubro de 1942 instituiu o cruzeiro, dividido em cem partes chamada centavos. A Inglaterra aderiu ao sistema em 15 de Fevereiro de 1971, dividindo a libra esterlina em 100 pence (singular: penny). Antes dessa data a divisão era uma libra esterlina equivalente a 20 shillings e o shilling se dividia em 12 pence. Assim, uma libra esterlina equivalia a 240 pence.